# Olaf Feilan
Olaf feilan Þorsteinsson (Thorsteinsson, 870 - 918), también conocido por su apodo Olaf Pequeño Lobo (nórdico antiguo: Ylving, inglés antiguo: Wulfing, gaélico irlandés: Faelan), según el Landnámabók (Libro de los asentamientos) fue un caudillo vikingo y goði de Hvammur í Hvammissveit, Dalasýsla en Islandia.
Era hijo de Thorstein el Rojo, caudillo vikingo y jarl de Caithness, y su esposa Thurid Eyvindsdottir. Tras la muerte de su padre acompañó a su abuela Auðr djúpúðga Ketilsdóttir y miembros de su clan a Islandia, y fundaron un asentamiento en Hvammr, región de Laxardal. Se casó con una mujer llamada Alfdis, su abuela murió durante el festejo nupcial. 
Su sobrino Ólafur pái Höskuldsson recibió el mismo nombre al nacer, en honor a su difunto tío.
En la literatura medieval escandinava, cabe resaltar su mención en Saga de Egil Skallagrímson, Saga de Gísla Súrssonar, saga Eyrbyggja, Saga de Grettir, y saga de Njál.

## Herencia
Se casó con Alfdís Konalsdóttir (n. 876), hija de Konall Steinmóðsson (n. 844) de Eyjafjörður y por lo tanto nieta del colono noruego Steinmóður Ólversson (n. 810) de Ogdum, Rogaland. De esa relación nacieron varios hijos:
- Þóra Ólafsdóttir (n. 900), que sería esposa de Þorsteinn Þórólfsson de Helgafell.
- Þórðr gellir Óleifsson.
- Helga Ólafsdóttir (n. 908), que casaría con el bóndi Gunnar Hlifarsson (n. 908) de Gunnarstaðir, Skógarstrand.
- Þórdís Ólafsdóttir (n. 910), que casaría con el lögsögumaður Þórarinn ragabróðir Óleifsson.
- Ingjaldur Ólafsson (n. 912).
- Vigdís eldri Ólafsdóttir (n. 914).
- Vigdis yngri Olafsdottir (n. 917).